# Koantaus
Koantaus eller Koantausjärvi är en sjö i Finland. Den ligger i kommunen Rautjärvi i landskapet Södra Karelen, i den sydöstra delen av landet, 270 km nordost om huvudstaden Helsingfors. Koantaus ligger 103,2 meter över havet. I omgivningarna runt Koantaus växer i huvudsak blandskog. Den är 18,6 meter djup. Arean är 1,03 kvadratkilometer och strandlinjen är 11,64 kilometer lång. Sjön  ingår i Hiitolanjokis huvudavrinningsområde. 